# 보존력

중력은 보존력이기 때문에 중력이 물체에 대해 한 일은 물체의 높이의 변화에 의해서만 결정되며, 물체가 움직인 경로와는 무관하다.

고전역학에서 보존력(conservative force)은 어떤 물체를 한 점에서 다른 점으로 옮기는 데 드는 총 일이 물체의 이동 경로와 무관한 힘이다.
또한, 이러한 힘이 작용하는 물리학적 계를 보존계(conservative system)라 한다.
간단히 말해, 보존력은 '역학적 에너지가 보존되는 힘'으로 생각할 수 있다. 어떤 입자가 A 지점에 놓여 있고, 여기에 일정한 힘 F가 작용한다고 가정해 보자. 입자는 또다른 힘들에 의해서 여기저기로 움직이고 있다가, 우연히 A 지점을 다시 지난다. 입자는 계속해서 움직이겠지만 A 지점을 통과하는 순간에 이 입자는 '닫힌 경로'를 움직인 것이다. 이 시점에서 힘 F로 인한 일의 총량이 0이라면, 힘 F는 닫힌 경로 테스트를 통과한 것이다. 닫힌 경로 테스트를 통과한 힘은 모두 보존력이다.
중력, 용수철의 탄성력, 전자기력(최소한 일정한 전자기장 안에서는) 등이 보존력의 예이다. 비보존력으로는 공기 마찰력, 장력이 있으며, 이 경우 역학적 에너지는 열의 형태로 빠져나가 돌아오지 않는다.

## 경로 독립
닫힌 경로 테스트의 결론은 어떤 두 지점 간을 움직이는 어떤 입자에 가해진 보존력으로 인한 일은 입자가 두 지점 간을 움직인 경로와는 무관하다는 것이다. 이를 증명하기 위하여, A지점에서 B지점으로 가는 경로 1과 2를 가정해 보자. A에서 B로 경로 1을 통해 움직인 후 경로 2를 통해 다시 A 지점으로 돌아온 입자의 에너지의 변화는 0이다. 따라서 경로 1과 경로 2 위를 움직일 때의 일은 서로 같다. 즉 물체가 A에서 B로 움직이는 한, 물체에 가해진 일은 물체의 이동 경로와는 독립적이다.
예를 들면 어떤 어린이가 마찰이 없는 미끄럼틀을 미끄러져 내려왔을 때 미끄럼틀의 위에서 아래로 내려온 어린이에 대해 중력이 한 일은 미끄럼틀의 곡면의 형태와는 상관없다는 것이다. 미끄럼틀은 직선이 될 수도 있고 나선형이 될 수도 있지만, 중력이 한 일은 오직 어린이의 위치의 수직 높이의 변화에만 관계가 있다.

## 수학적 설명
어떤 힘 F가 보존력이라면 그 힘은 아래의 조건들을 만족한다.
- 힘 F의 회전 (벡터)(curl)은 0이다.

{\displaystyle {\boldsymbol {\nabla }}\times {\vec {F}}=0.\,}
- 어떤 닫힌 경로에서도 일 W는 0이다.

{\displaystyle W=\oint _{C}{\vec {F}}\cdot \mathrm {d} {\vec {r}}=0.\,}
- 힘은 퍼텐셜 {\displaystyle \Phi }의 그래디언트로 쓸 수 있다.

{\displaystyle {\vec {F}}=-{\boldsymbol {\nabla }}\Phi .}
보존력장은 헬름홀츠 분해(Helmholtz decomposition)의 결과로 회전이 없다. "보존력"이라는 용어는 이 힘이 작용할 때 역학적 에너지가 보존되기 때문에 붙은 용어이다.

## 비보존력
비보존력은 방치된 무질서도 때문에 발생한다. 예를 들어 마찰은 비보존력의 작용으로 생각하지 않고 각각의 분자들의 행동을 고려해 생각할 수도 있다. 그러나 이것은 통계적 방법을 사용하는 대신에 모든 분자들의 행동을 각각 고려해야 한다는 것을 의미한다. 거시적인 계에서 비보존적 추정이 수백만개의 무질서도를 계산하는 것보다 훨씬 간단하다. 비보존력의 예로는 마찰력이 있다. 

## 같이 보기
- 보존벡터장